# Palicourea denslowiae
Palicourea denslowiae är en måreväxtart som beskrevs av Joseph Harold Kirkbride. Palicourea denslowiae ingår i släktet Palicourea och familjen måreväxter. Inga underarter finns listade i Catalogue of Life.